# Türksat 4A
Türksat 4A (МФА: [tyrksæt fɔː eɪ], рус. Тюрксэт 4А) — турецкий телекоммуникационный спутник, принадлежащий компании Turksat и входящий в линейку одноимённых спутников. Он предназначается для обеспечения услуг телевещания и широкополосной связи на территории Турции, в Европе, Центральной Азии, Ближнем Востоке и Африке.

## Конструкция
Коммерческий телекоммуникационный спутник «Türksat 4A» изготовлен японской компанией Mitsubishi Electric по заказу турецкой спутниковой компании Turksat на платформе DS-2000 со сроком службы не менее, чем 15 лет.
Спутник оборудованный двумя солнечный панелями и набором аккумуляторов. Общий вес спутника составляет около 3800 кг.
Модуль полезной нагрузки составляет 28 транспондеров Ku-диапазона и 2 Ka-диапазона.

## Телевещание
Обеспечивает вещание телеканалов Habertürk TV и CNN Türk, а также радиостанции Habertürk Radyo.